# (9661) Hohmann
(9661) Hohmann est un astéroïde de la ceinture principale et plus spécifiquement du groupe de Hilda.

## Description
(9661) Hohmann est un astéroïde du groupe de Hilda. Il présente une orbite caractérisée par un demi-grand axe de 3,95 UA, une excentricité de 0,23 et une inclinaison de 13,0° par rapport à l'écliptique.

## Compléments
L’astéroïde a été nommé ainsi en l’honneur de Walter Hohmann (1880-1945).